# Daniel Fabbro
Pour les articles homonymes, voir Fabbro.
Daniel Fabbro, né le 17 avril 1934 à Feignies, est un footballeur français, évoluant au poste de défenseur de 1957 à 1963.

## Biographie
Daniel Fabbro participe à 29 matchs de Division 1 française, avec l'US Valenciennes-Anzin, ainsi qu'à 136 matchs de Division 2 avec l'US Boulonnaise.

## Palmarès
- Coupe Charles Drago : 
  - Finaliste en 1959 avec l'US Valenciennes-Anzin